# (5353) Baillié
(5353) Baillié est un astéroïde de la ceinture principale.

## Description
(5353) Baillié est un astéroïde de la ceinture principale. Il fut découvert le 20 décembre 1989 à l'observatoire Gekko par Yoshiaki Ōshima. Il présente une orbite caractérisée par un demi-grand axe de 2,57 UA, une excentricité de 0,29 et une inclinaison de 3,8° par rapport à l'écliptique.

## Compléments